# 행정구제법
행정구제법(行政救濟法)은 행정의 합법성과 국민의 권익보호를 지향하는 실질적 법치주의를 목적으로 하는 법률로서 행정소송법과 행정심판법을 지칭한다.

## 행정상 손실보상
행정상 손실보상이란 공공필요에 의한 적법한 공권력행사로 인하여 개인에게 과하여진 특별한 희생에 대하여 사유재산권의 보장과 전체적인 공평부담의 견지에서 행정주체가 행하는 조절적인 재산전보를 말한다.

## 같이 보기
- 행정법
- 국가배상법

## 참고 문헌
- 김철용, 행정법 2(김철용)(제5판), 박영사. (ISBN 9788910513230)